# 茨城大学
茨城大学（いばらきだいがく、英語: Ibaraki University）は、茨城県水戸市文京二丁目1-1に本部を置く日本の国立大学。1949年創立、1949年大学設置。大学の略称は茨大（いばだい）。

## 沿革

### 略歴

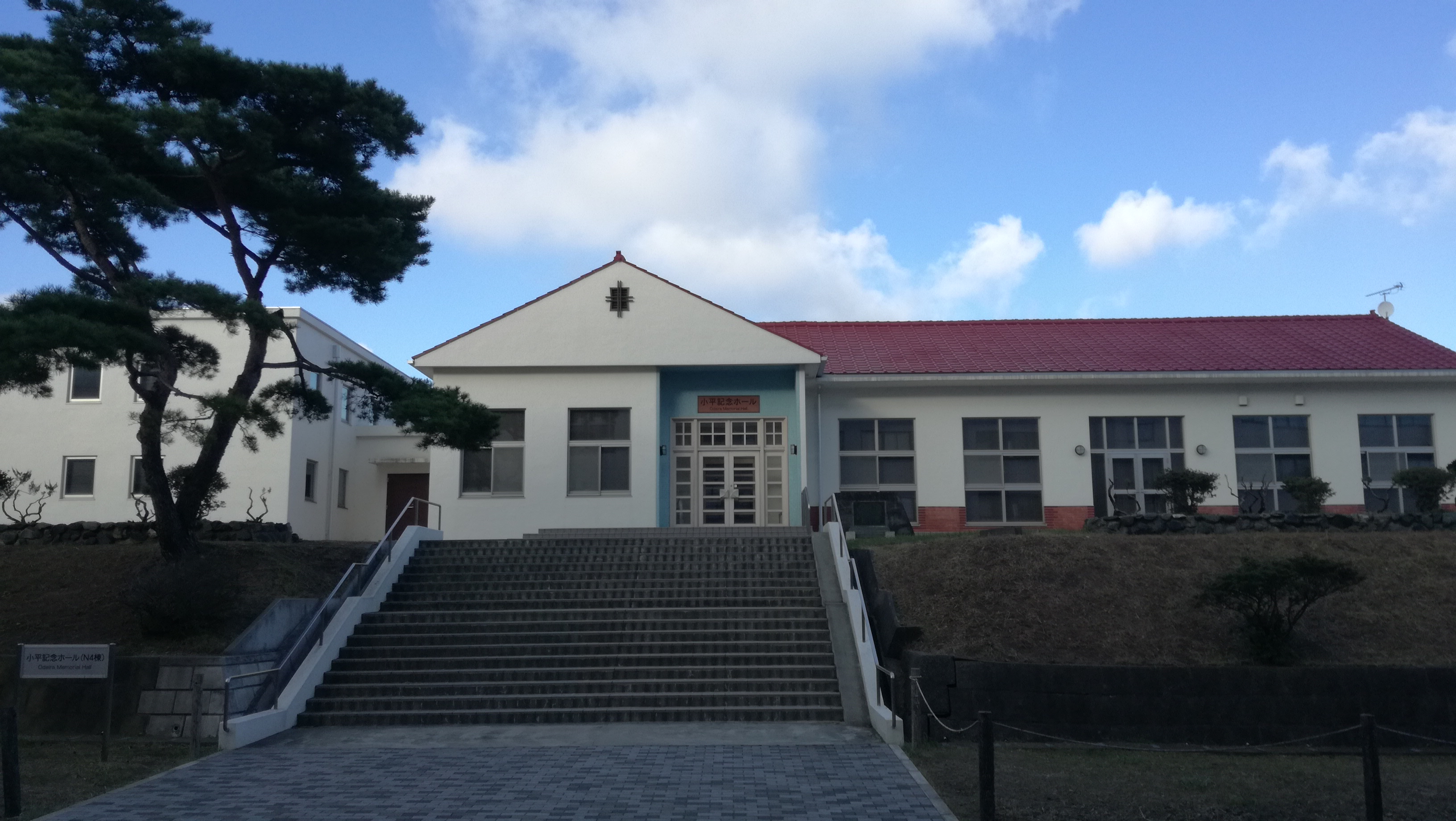
日立キャンパス小平記念ホール

1949年（昭和24年）5月31日、国立学校設置法（昭和24年法律第150号）により、文理学部、教育学部、工学部の3学部からなる新制大学として発足した。旧制の名門高校であった官立水戸高等学校を母体に茨城師範学校、茨城青年師範学校および多賀工業専門学校を統合した。水戸藩の藩校「弘道館」は直接の前身ではないものの、その蔵書は旧制水戸高校が開学時に引き継いだ。

## 年表
前身校の歴史
- 1874年（明治7年）：小学師範学校、拡充師範学校開校。その後の詳しい変遷は「茨城師範学校」参照。
- 1903年（明治36年）：茨城県立農学校付属農業教員養成所創立。その後の詳しい変遷は「茨城青年師範学校」参照。
- 1920年（大正9年）：旧制官立水戸高等学校設立。
- 1939年（昭和14年）：旧制多賀高等工業学校創立。その後の詳しい変遷は「多賀工業専門学校 (旧制)」参照
- 1948年（昭和23年）：旧制霞ヶ浦農科大学設立。その後の詳しい変遷は「茨城県立農科大学」参照。

### 新制茨城大学設置以降
- 1949年（昭和24年）：新制大学として茨城大学が発足。文理学部、教育学部、工学部を設置。5月に願書を受け付けて6月に入学試験を実施し、第一回入学式は7月20日であった[3]。
- 1952年（昭和27年）4月：茨城県立農科大学（霞ヶ浦農科大学から改組）を移管し、農学部を設置[2]。
  - 6月：茨城県大津町（現在の北茨城市）五浦海岸に茨城大学五浦美術文化研究所を設立[2]。
- 1955年（昭和30年）
  - 7月：茨城大学工業短期大学部を設置[2]。
- 1967年（昭和42年）：文理学部を改組し、人文学部、理学部、教養部を設置。
- 1968年（昭和43年）：大学院工学研究科（修士課程）を設置。
- 1970年（昭和45年）：大学院農学研究科（修士課程）を設置。
- 1972年（昭和47年）：工学部情報工学科を開設。
- 1979年（昭和54年）：大学院理学研究科（修士課程）を設置。
- 1985年（昭和60年）：東京農工大学大学院連合農学研究科（博士課程）の構成大学となる。
- 1988年（昭和63年）：大学院教育学研究科（修士課程）を設置。
- 1991年（平成3年）：大学院人文科学研究科（修士課程）を設置。
- 1993年（平成5年）
  - 3月：工業短期大学部を廃止。
  - 4月：大学院工学研究科（博士課程）を設置。
- 1995年（平成7年）：大学院工学研究科（博士課程）を大学院理工学研究科（博士課程）に名称変更。大学院理学研究科（修士課程）を廃止し、大学院理工学研究科（博士課程）に再編成。
- 1996年 （平成8年）
  - 3月：教養部廃止。
  - 4月：人文学部にコミュニケーション学科を設置。
- 2004年（平成16年）：国立大学法人茨城大学による運営に移行。
- 2006年（平成18年）：人文学部の3学科（人文学科、社会科学科、コミュニケーション学科）を人文コミュニケーション学科と社会科学科の2学科に改組。
- 2017年（平成29年）：人文学部を人文社会科学部に改組。現代社会学科、法律経済学科、人間文化学科の3学科体制となる。教育学部の一部を改組。農学部を食生命科学科と地域総合農学科の2学科に改組。大学院人文科学研究科を大学院人文社会科学研究科に改称。
- 2018年（平成30年）：工学部を学科統合により8学科から5学科に改組。
- 2024年（令和6年）4月：地域未来共創学環を開設[4]。

## 施設

### キャンパス

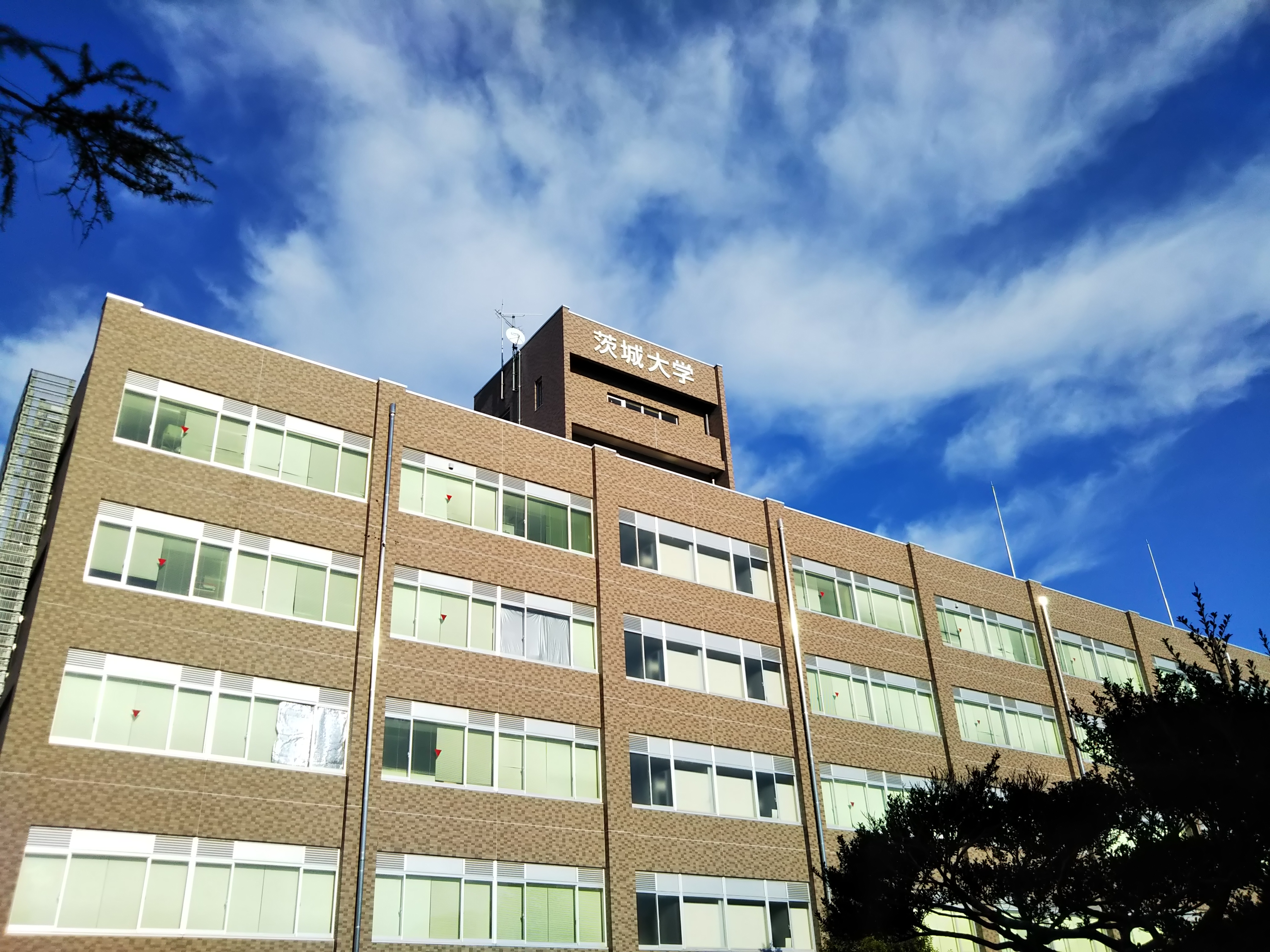
水戸キャンパス教育学部棟

#### 水戸キャンパス
水戸市文京にあり、全額共通施設と人文社会科学部、教育学部、理学部が所在するほか、他学部も1年生はここで教育を受ける。陸軍歩兵第2連隊の兵営跡を利用している。
公共交通機関によるアクセスは、水戸駅北口または赤塚駅前より茨城交通バスに乗り、「茨大営業所前」「茨大前」「茨大正門」下車。

#### 日立キャンパス
茨城県日立市成沢町にあり、工学部が所在する。

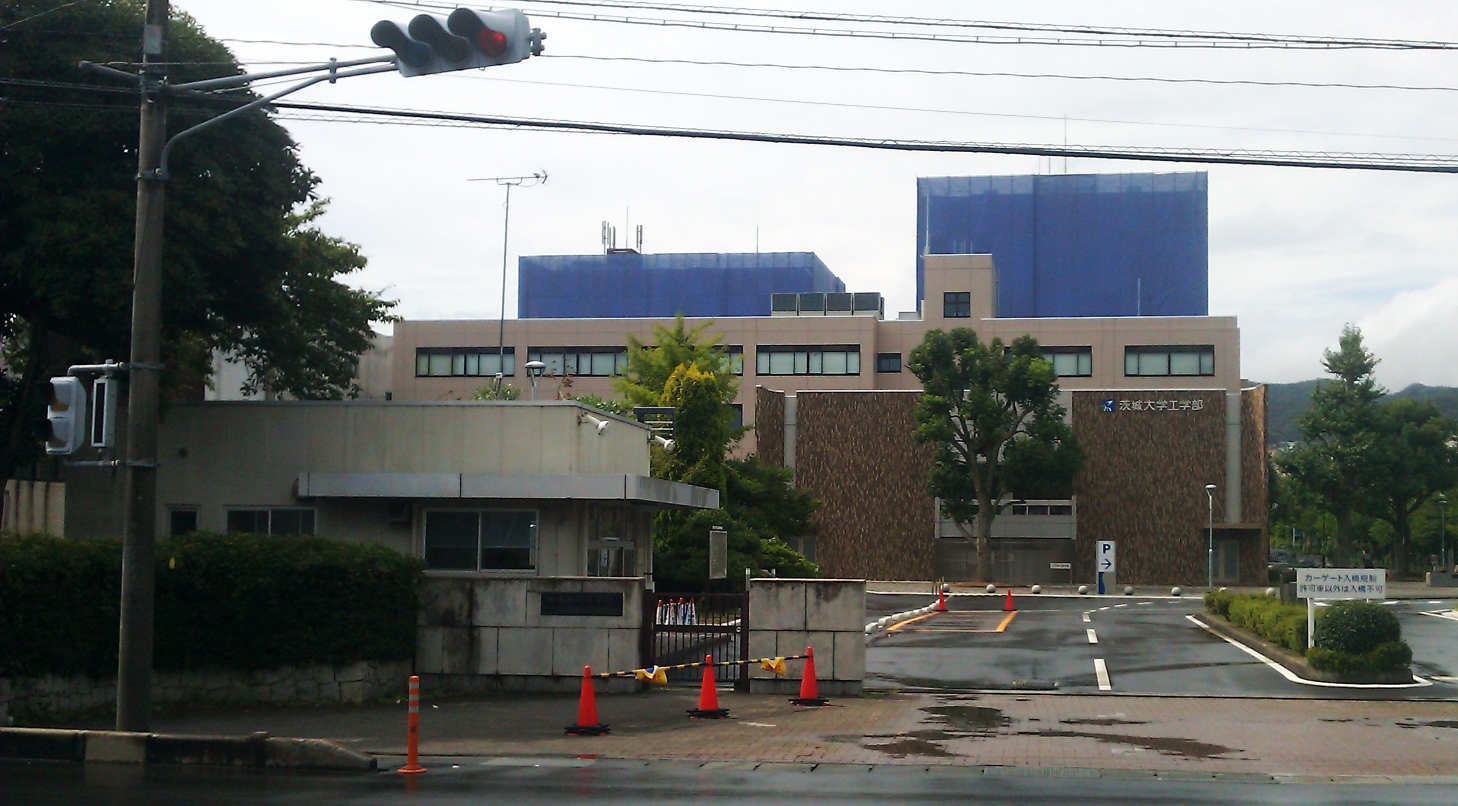
日立キャンパス正門前

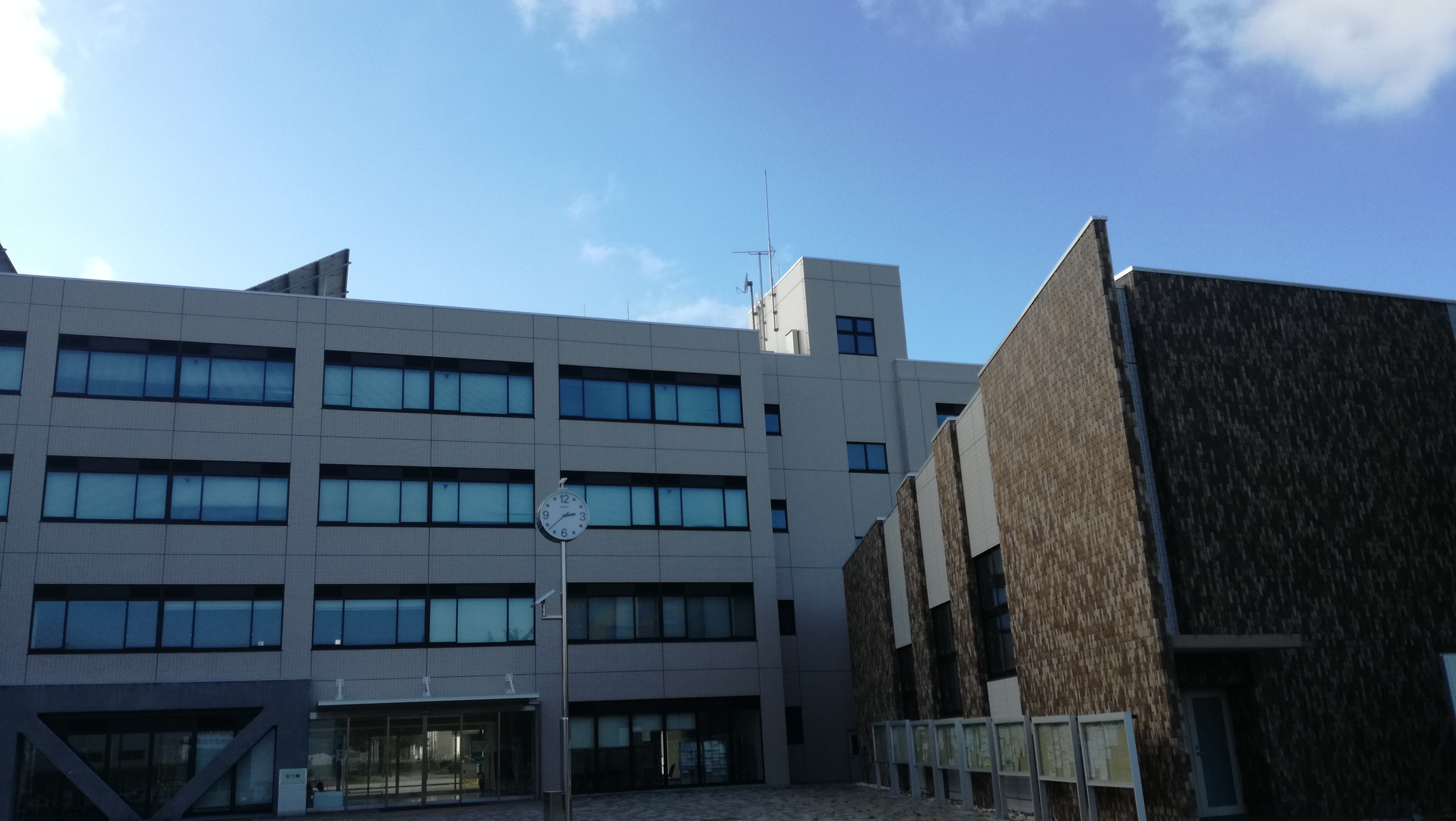
日立キャンパスE1棟

公共交通機関によるアクセスは、日立駅前または常陸多賀駅前から茨城交通バスに乗り「茨大前」下車。

#### 阿見キャンパス

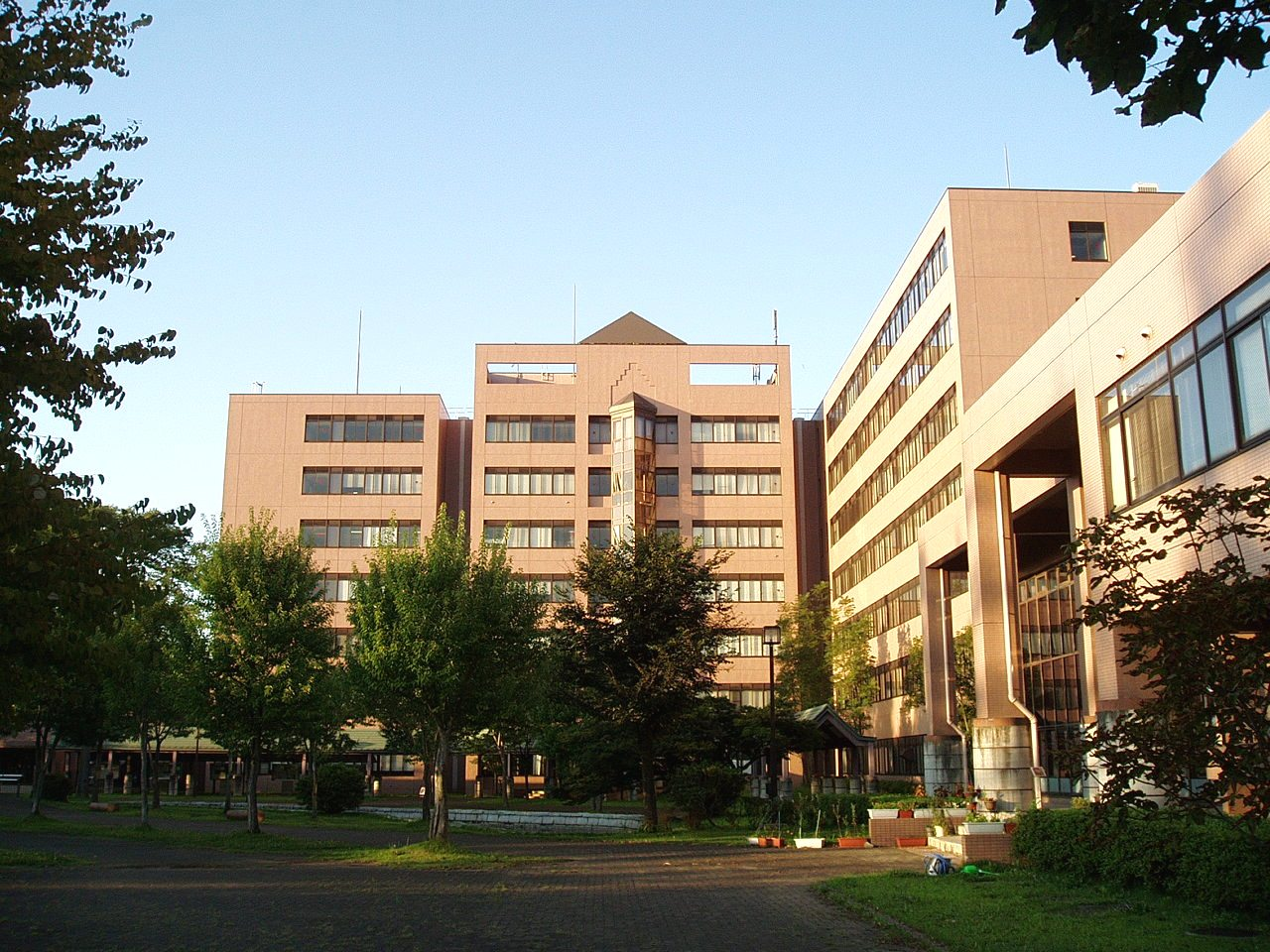
阿見キャンパス本館

茨城県南地域の稲敷郡阿見町にあり、農学部が所在する。
公共交通機関によるアクセスは、土浦駅西口より関東鉄道バスに乗り「茨大前」下車。

#### サテライトキャンパスなど
- 東海サテライトキャンパス（茨城県那珂郡東海村）：茨城大学フロンティア応用原子科学研究所があり、原子力科学研究所J-PARCに隣接している[9]。
- 水戸駅南サテライト（茨城県産業会館2階）[10]
- 東京サテライトオフィス（東京都港区虎ノ門ヒルズ「CIC Tokyo」内）：産学連携拠点[11]。

## 教育研究組織

### 学部
- 地域未来共創学環
  - 地域ビジネスデザインプログラム
  - 地域創生データサイエンスプログラム
- 人文社会科学部[注釈 1]（2年次にメジャーを選択）。北関東の国立大学では唯一の文系総合学部である。その強みを活かしたメジャー、サブメジャー制を先駆的に導入している。サブメジャーには他のメジャーに加えて、行政マネジメント研究プログラム、グローバル英語プログラム等を選択することができる。2017年度の国立大学の文系再編において、全国で唯一学科数が増加した。
  - 現代社会学科
    - メディア文化メジャー
    - 国際・地域共創メジャー

  - 法律経済学科
    - 法学メジャー
    - 経済学・経営学メジャー

  - 人間文化学科
    - 文芸・思想メジャー
    - 歴史・考古学メジャー
    - 心理・人間科学メジャー
- 人文学部[注釈 1]（2017年度に募集停止）
  - 人文コミュニケーション学科
    - 人間科学コース
    - 歴史・文化遺産コース
    - 文芸・思想コース
    - 言語コミュニケーションコース
    - 異文化コミュニケーションコース
    - メディア文化コース

注：2年後期にコースに分かれる
  - 社会科学科
    - 法学・行政学コース
    - 経済学・経営学コース
    - 地域研究・社会学コース

注：2年次にコースに分かれる
    - 注：2006年度から2011年度は、法律コース、経済・経営コース、国際社会コース、地域社会・福祉コースに分かれていた。2006年度以前は、分野別の4コース（経済学、経営学、法学・政治学、社会学）のうち一つに所属。かつ、主題別の5コース (社会科学論、産業・企業論、国際社会論、公共政策論、地域社会論) についても、二つに所属。

- 教育学部[注釈 2]
  - 学校教育教員養成課程
    - 学校教育コース
      - 国語選修
      - 社会科選修
      - 英語選修
      - 数学選修
      - 理科選修
      - 音楽選修
      - 美術選修
      - 保健体育選修
      - 技術選修
      - 家庭選修
      - 教育基礎選修

    - 特別支援教育コース

  - 養護教諭養成課程
  - 情報文化課程（2017年度に募集停止）
    - 社会文化コース
    - 生活デザインコース
    - アート文化コース

  - 人間環境教育課程（2017年度に募集停止）
    - 環境コース
    - スポーツコース
    - 健康コース
    - 心理コース

1.教育基礎選修とは学問分野としての教育学と教育心理学を専攻するコースであり、特別支援教育コースは特別支援教育（旧：障害児教育）を専攻するコース、養護教諭養成課程はいわゆる「保健室の先生」になるためのコースである。
2.四課程のうち学校教育教員養成課程と養護教諭養成課程は教員免許の取得を必須とするコースだが、情報文化課程や人間環境教育課程は教員免許の取得を必須としないいわゆるゼロ免（免許を取らない）課程（「新課程」ともいわれる）である。

- 理学部[注釈 3]
  - 理学科
    - 数学・情報数理コース[注釈 4]
      - 数学プログラム
      - 情報数理プログラム

    - 物理学コース
    - 化学コース
    - 生物科学コース
    - 地球環境科学コース[注釈 5]
      - 地球惑星科学プログラム
      - 地球科学技術者養成プログラム

    - 学際理学コース
      - 教育プログラム[注釈 6]
        - 学際理学P（主履修分野：物理学、副履修分野：化学または地球環境科学）
        - 学際理学C（主履修分野：化学、副履修分野：物理学または生物科学）
        - 学際理学B（主履修分野：生物科学、副履修分野：化学または物理学）
        - 学際理学E（主履修分野：地球環境科学、副履修分野：化学または物理学）

- 工学部[注釈 7]
  - 2018年度入学生以降[注釈 8]
    - 機械システム工学科（旧機械工学科・旧知能システム工学科）
      - エネルギー機械プログラム
      - 設計製造プログラム
      - 情報機械プログラム

    - 電気電子システム工学科（旧電気電子工学科・旧メディア通信工学科）
      - エネルギーシステムプログラム
      - エレクトロニクスシステムプログラム

    - 物質科学工学科（旧マテリアル工学科・旧生体分子機能工学科）
      - 材料工学プログラム
      - 応用化学プログラム
      - 生命工学プログラム

    - 情報工学科
      - コンピュータ科学プログラム
      - 情報マネジメントプログラム

    - 都市システム工学科
      - 社会基盤デザインプログラム
      - 建築デザインプログラム

  - フレックスコース
    - 機械システム工学科（旧知能システム工学科Bコース）

  - 2017年度入学生まで
    - 機械工学科
    - 生体分子機能工学科
      - 応用機能化学コース
      - 生命電子情報コース
注：3年次にコースに分かれる

    - マテリアル工学科
    - 電気電子工学科
      - 電気システムコース
      - 電子システムコース
注：3年次にコースに分かれる

    - メディア通信工学科
    - 情報工学科
    - 都市システム工学科
    - 知能システム工学科
      - Aコース（昼間コース）
      - Bコース（夜間主コース。Bコースのみ1年から日立地区）

  - 2004年度入学生まで
    - 機械工学科
    - 物資工学科
    - 電気電子工学科
    - 情報工学科
    - 都市システム工学科
    - システム工学科
    - メディア通信工学科

  - 1995年度入学生まで
    - 機械工学科
    - 物質工学科
    - 電気電子工学科
    - 情報工学科
    - 都市システム工学科
    - システム工学科

  - 1989年度入学生まで
    - 機械工学科
    - 電気工学科
    - 金属工学科
    - 工業化学科
    - 機械工学第二科
    - 情報工学科
    - 建設工学科

  - 1980年度入学生まで
    - 機械工学科
    - 電気工学科
    - 金属工学科
    - 工業化学科
    - 機械工学第二科
    - 情報工学科

  - 1971年度入学生まで
    - 機械工学科
    - 電気工学科
    - 金属工学科
    - 工業化学科
    - 機械工学第二科

  - 1965年度入学生まで
    - 機械工学科
    - 電気工学科
    - 金属工学科
    - 工業化学科

  - 発足（1949年度）より1955年度入学生まで
    - 機械工学科
    - 電気工学科
    - 金属工学科
    - 原動工学科

- 農学部[注釈 9]
  - 2017年度入学生以降
    - 食生命科学科[注釈 10]
      - 国際食産業科学コース、バイオサイエンスコース
        - 研究教育分野：動物病理学、動物育種学、動物細胞工学、動物栄養生理学、動物生化学、応用動物行動学、動物機能形態学、畜産物科学、植物分子生物学、分子生命科学、分子微生物学、微生物生態学、応用微生物学、応用生物化学、生物化学、食品機能学、食品生化学、食品保蔵学、食品衛生学、食品安全分析学、化学生態学、生物有機化学、地圏生態化学、天然物化学

    - 地域総合農学科[注釈 11]
      - 農業科学コース
        - 研究教育分野：分野作物学、園芸学、応用昆虫学、植物育種学、施設生産技術学、植物生理学、植物病理学

      - 地域共生コース
        - 研究教育分野：農産物流通学、農業経済学、農環境経済学、農業機械学、地球情報学、水質水文学、地域計画学、農村計画学、農業安全管理学、景観整備学、食料情報学、農政学、環境土壌物理学、環境水理学、農業気象情報学、施設工学、環境水文学

  - 2016年度入学生まで
    - 生物生産科学科[注釈 12]
      - 植物生産科学カリキュラム
      - 動物科学カリキュラム、
      - 総合農学カリキュラム

    - 資源生物科学科
    - 地域環境科学科[注釈 13]
      - 地域環境工学カリキュラム
      - 環境食料政策学カリキュラム
      - 地域環境保全カリキュラム

### 研究科
修士課程および博士前期課程で教育・研究の基礎となるのは、人文社会科学野、教育学野、理学野、工学野、農学野。ただし、独立専攻の学校臨床心理専攻は、学校臨床心理講座が担当。
- 人文科学研究科
  - 修士課程
    - 文化科学専攻
      - 人間文化コース
分野[注釈 14]：人間科学、歴史・文化遺産、文芸・思想、言語科学
      - コミュニケーションコース[注釈 15]
分野[注釈 16]：異文化コミュニケーション、メディア文化

    - 社会科学専攻（2014年4月に地域政策専攻から名称変更）
      - 法学・行政学コース
      - 経済学・経営学コース
      - 地域研究・社会学コース

- 教育学研究科
  - 修士課程
    - 学校教育専攻
      - 学校教育専修

    - 障害児教育専攻
      - 障害児教育専修

    - 教科教育専攻
      - 国語教育専修
      - 社会科教育専修
      - 数学教育専修
      - 理科教育専修
      - 音楽教育専修
      - 美術教育専修
      - 保健体育専修
      - 技術教育専修
      - 家政教育専修
      - 英語教育専修

    - 養護教育専攻
      - 養護教育専修

    - 学校臨床心理専攻[注釈 17]
注：学校臨床心理専攻は独立専攻であり講義時間が夜間

- 理工学研究科
  - 博士前期課程[注釈 18]
2016年度に、理学専攻の一部、応用粒子線科学専攻、物質工学専攻を統合し、量子線科学専攻を設置
    - 理学専攻
系：数学・情報数理、宇宙物理、化学、生物、地球環境
    - 機械工学専攻
分野：設計工学、生産技術工学、エネルギー工学、動力エネルギーシステム（連携大学院方式）
    - 物質工学専攻
分野：応用機能化学（生体分子機能コース）、生命電子情報（生体分子機能コース）、マテリアル工学（マテリアル工学コース）、新素材科学（連携大学院方式）
    - 電気電子工学専攻
分野：電子基礎工学（連携大学院方式の分野「光通信工学」を含む）、電磁システム工学
    - メディア通信工学専攻[注釈 19]
分野：メディアシステム学、メディア機能工学
    - 情報工学専攻[注釈 20]
分野：情報科学、情報システム
    - 都市システム工学専攻
分野：都市システム（都市システム工学コース）、サステイナビリティ学コース[注釈 21]
    - 知能システム工学専攻
分野：知能機械システム、知能生産システム、知能情報システム
    - 共通講座[注釈 22]
分野：基礎工学
    - 量子線科学専攻（独立専攻）
環境放射線科学コース、物質量子科学コース、化学・生命コース、ビームライン科学コース

  - 博士後期課程[注釈 23]
2016年度に、量子線科学専攻、複雑系システム科学専攻、社会インフラシステム科学専攻の3専攻体制に改組される。
    - 物質科学専攻
講座：分子工学、物性工学、材料システム、新素材科学（連携大学院方式の分野）
    - 生産科学専攻
講座：エネルギーシステム、設計及び生産プロセス工学、計測・制御学、動力エネルギーシステム（連携大学院方式の分野）
    - 情報・システム科学専攻
講座：社会・環境システム、電子・通信システム、計算機科学、光通信工学（連携大学院方式の分野）
    - 宇宙・地球システム科学専攻
講座：現象数理科学、宇宙地球進化学、放射線科学（連携大学院方式の分野）
    - 環境機能科学専攻
講座：生命・環境システム、機能システム科学、新機能創造科学（連携大学院方式の分野）
    - 量子線科学専攻（独立専攻）
環境放射線科学コース、物質量子科学コース、化学・生命コース、ビームライン科学コース

- 農学研究科
  - 修士課程
    - 生物生産科学専攻
      - 専門分野：植物生産科学[注釈 24]、動物生産科学[注釈 25]

    - 資源生物科学専攻
      - 専門分野：応用生命科学[注釈 26]、農業化学生態学[注釈 27]

    - 地域環境科学専攻
      - 専門分野：地域環境工学[注釈 28]、緑環境システム科学[注釈 29]

- 連合農学研究科（東京農工大学、宇都宮大学、茨城大学で設置。基幹大学は東京農工大学。博士後期課程のみ）
  - 生物生産科学専攻
    - 大講座：植物生産科学、動物生産科学、生物制御科学

  - 応用生命科学専攻
    - 大講座：応用生物化学、生物機能化学

  - 環境資源共生科学専攻
    - 大講座：森林資源物質科学、環境保全学

  - 農業環境工学専攻
    - 大講座：農業環境工学

  - 農林共生社会科学専攻
    - 大講座：農林共生社会科学

### 専攻科
- 特殊教育特別専攻科
  - 知的障害教育専攻

### 附属機関

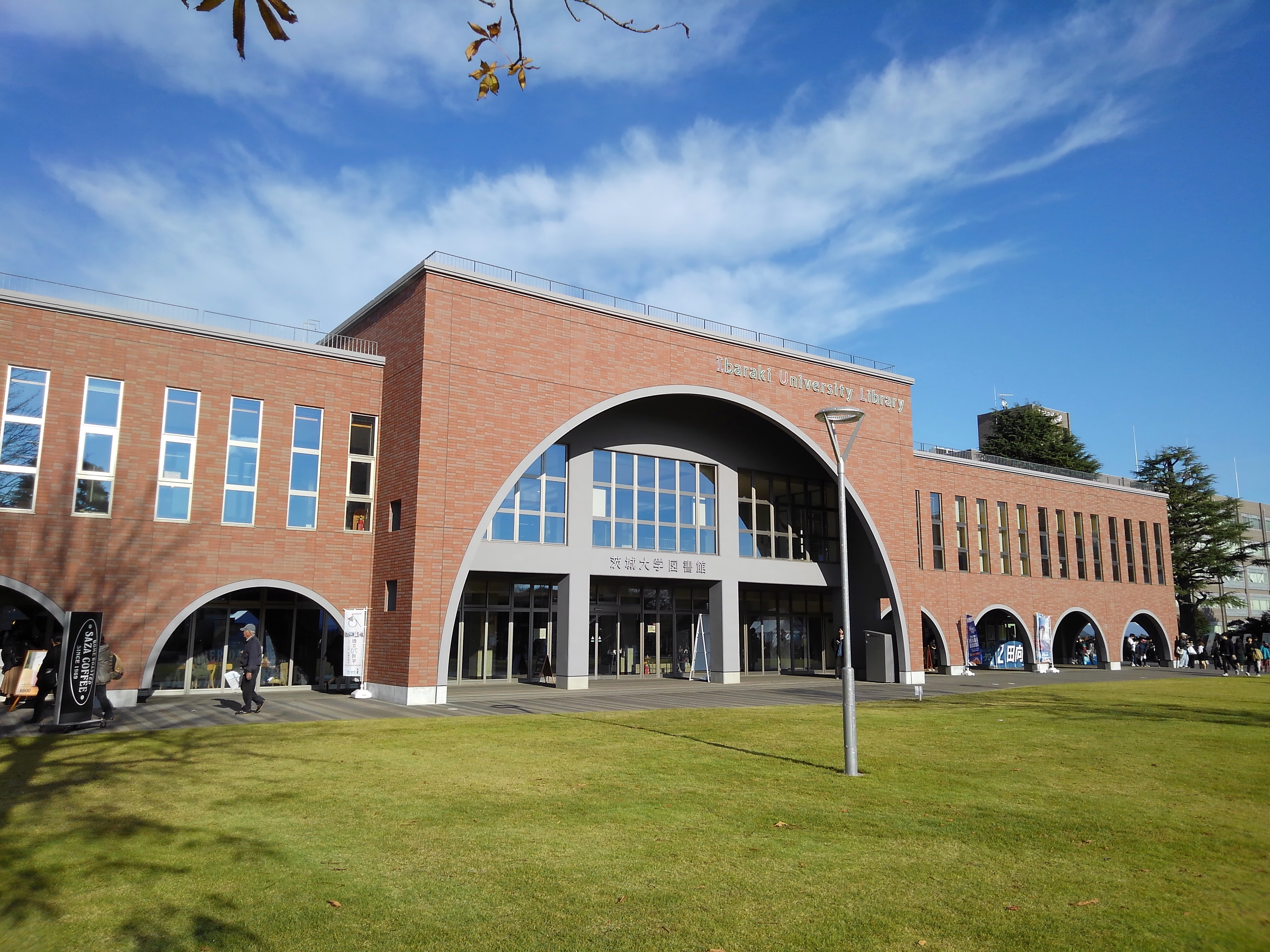
水戸キャンパス図書館

- 附属学校
  - 茨城大学教育学部附属幼稚園
  - 茨城大学教育学部附属小学校
  - 茨城大学教育学部附属中学校
  - 茨城大学教育学部附属特別支援学校

- 図書館
  - 本館
  - 工学部分館
  - 農学部分館

※図書館はいずれも平日8:30〜21:45,土日11:00~19:00開館
- 全学共同利用施設
  - 教育振興局
    - 大学教育センター
    - 入学センター
    - 留学生センター
    - 保健管理センター
    - 学生相談センター
    - 学生就職支援センター

  - 学術振興局
    - IT基盤センター（旧・総合情報処理センター）
    - 機器分析センター
    - 広域水圏環境科学教育研究センター（茨城県潮来市、北浦近く）[18]
    - 遺伝子実験施設（阿見町）
    - 地球変動適応科学研究機構（ICAS）
    - フロンティア応用原子科学研究センター
    - 宇宙科学教育研究センター（茨城県日立市・高萩市）[19]
    - 五浦美術文化研究所（北茨城市）
岡倉天心、横山大観らが滞在・活動した故地。敷地内の六角堂は東日本大震災による津波で被災し、再建が計画されている[20]。
    - 社会連携センター[21][22]

- 学部附属施設
  - 教育学部附属教育実践総合センター
  - 農学部附属フィールドサイエンス教育研究センター（FSセンター・附属農場）

### 福利厚生施設
- 学生寮
  - 水哉寮（水戸キャンパス内）：男子寮、1人部屋118室
  - みずき寮（水戸キャンパス内）：女子寮、4人部屋18室
  - 吼洋寮（日立キャンパス内）：男子寮、1人部屋160室
  - さくら寮（日立キャンパス内）：女子寮、4人部屋3室
  - 霞光寮（阿見キャンパス内）：男女共用、1人部屋82室（男子41名・女子41名）
- 国際交流会館：留学生や研究者らの宿舎。水戸地区のほか、日立地区と阿見地区にもある。
- 福利センター（水戸キャンパス内）：食堂、書店、コンビニショップ、理髪店などを備える。
- 大学会館（水戸キャンパス内）：食堂、談話室、会議室、集会室などを備える。
- 大子合宿研修所（茨城県大子町）

## 対外関係

### 国内大学との協定
- 大学eラーニング協議会
- 放送大学学園と単位互換協定を結んでおり、放送大学で取得した単位を卒業に要する単位として認定することができるなど多様な学習の機会が提供されている[23]。

### 国際・学術交流等協定校
- ペンシルベニア州立大学
- イースタン・ワシントン大学
- アラバマ大学バーミングハム校
- ウィスコンシン州立大学スペリオル校
- 忠北大学校
- 仁濟大学校
- 復旦大学
- 浙江大学
- デ・ラ・サール大学

部局間学術交流等協定校
- 人文社会科学部
  -  ハノイ国家大学社会人文科学大学
- 工学部
  -  西安交通大学機械工程学院
  -  武漢科技大学
  -  ポーランド日本情報工科大学
- 理学部
  -  モンタナ州立大学ボーズマン校
  -  中国科学院理論物理研究所
  -  天津理工大学生物化学工程学院
  -  河北工業大学理学院
  -  ポーランド日本情報工科大学
- 農学部
  -  南京農業大学
  -  ガジャ・マダ大学
  -  ボゴール農科大学
  -  ウダヤナ大学
  -  バングラデシュ農業大学
  -  ラ・モリナ国立農業大学

## 不祥事
- 2013年（平成25年）9月13日：教員（准教授）が、約2年間にわたり複数の学生に対し、大学内において重大なハラスメントを行い、学生の修学環境を著しく悪化させたと認定し、2013年（平成25年）8月30日付で、懲戒処分（懲戒解雇）を行ったことを公表した。なお、被害学生に対する二次被害の防止及びプライバシーを保護する観点から、必要最低限以外の公表を差し控えている[24]。
- 2018年（平成30年）6月1日：教育学部の男性教授が、研究室所属の女性学生（当時）に対してハラスメントを行ったうえ、当該女性学生が卒業した後もSNSを利用した嫌がらせを行った上、他にも当該女性学生に身体を押し付けるという不適切な行為をし、当該女性学生に身体的・精神的苦痛を与えたとして、ハラスメント行為を認定し、当該教授を5月31日付で懲戒処分（停職3月）を行ったことを公表した[25]。
- 2024年（令和6年）8月26日：2021年に付属小学校で起きた「いじめ」事件に対して、学校は法に基づく文部科学省への報告を1年以上怠っていた。これに関連し、大学は2022年に第三者委員会の調査を行っていないにも関わらず、実施したかの様に国に報告していたことが発覚した。茨城大学の太田寛行学長は「法の理解を誤り、杜撰なチェック体制であった。ガバナンス上の大きな瑕疵（かし）があった。再発防止を図りたい」としている。一方、被害者側の代理人弁護士は「去年から文部科学省の調査にどう回答したのか明らかにするように求めていたのに、１年以上、拒まれてきた。こちらとしては、大学側が隠ぺいしたと認識している」とコメントしており、大学による組織的な問題の隠蔽が疑われている。[26][27]